# Robbie Knievel
Robert Edward Knievel III (Butte, Montana; 7 de mayo de 1962-Reno, Nevada; 13 de enero de 2023) fue un doble de riesgo y daredevil estadounidense e hijo de Evel Knievel. También ha usado el apodo Kaptain Robbie Knievel.

## Primeros años
Knievel comenzó a saltar con su bicicleta a los cuatro años y montaba en motocicleta a los siete. A los ocho años realizó su primer espectáculo con su padre en el Madison Square Garden de Nueva York. A los doce años estaba de gira con su padre, donde actuaba en los espectáculos previos al salto. Knievel asistió a la Central Catholic High School en Butte, Montana, entre 1975 y 1976, pero nunca se graduó. Quería alargar sus saltos, pero su padre lo desaprobaba. Knievel luego comenzó su carrera en solitario con la aprobación de su padre.

## Acrobacias en motocicleta
Robbie completó más de 350 saltos, estableciendo veinte récords mundiales.

### Saltos televisados
Knievel hizo varios saltos televisados en directo, incluido el salto en el Caesars Palace, el salto de edificio a edificio en Las Vegas, un salto sobre un tren en movimiento, un salto frente al volcán en el Hotel Mirage en Las Vegas y el salto al Gran Cañón. 
En 1996, Knievel saltó más de diez limusinas en el Lake Elsinore Storm Stadium para celebrar el regreso del Gran Premio de Elsinore. 
En 2003, Knievel saltó quince camiones Diet Pepsi en el casino Chinook Winds. A fines de marzo de 2006, Knievel saltó de una barcaza a otra en Jacksonville, Florida, y a fines de julio de 2006 hizo un triple salto en homenaje a su padre Evel en el evento "Evel Knievel Days" en Butte, Montana, al saltar el Batmóvil, cuatro enormes lanzallamas y una motocicleta Harley-Davidson de 1959.
Knievel saltó con éxito más de 24 taxis de Coca-Cola Zero en el parque de atracciones Kings Island, en las afueras de Cincinnati, Ohio, el 24 de mayo de 2008. El salto tuvo lugar 33 años después de que su padre, Evel Knievel, hiciera historia temeraria al saltar sobre catorce autobuses Greyhound en Kings Island. A los 46 años, Knievel aterrizó a unos pocos metros de su plataforma de seguridad sobre el camión 23. El salto reflejó el récord de 1975 de su padre, mientras que Evel saltó con éxito catorce autobuses en una Harley-Davidson XR-750 y también aterrizó en la plataforma de seguridad. Knievel saltó con éxito el 7 de junio de 2008 en el Texas Motor Speedway en Ft. Worth, Texas. Superó a 21 Hummers en el tramo delantero del circuito. Originalmente iba a saltar 25 Hummers, sin embargo, había un fuerte viento en contra sostenido esa noche. [30]
Mientras realizaba caballitos previos al salto en el LCO Casino cerca de Hayward, Wisconsin, el 16 de agosto de 2008, Knievel se cayó de la bicicleta y se deslizó en unas pacas de heno, luxándose el hombro. A pesar de su lesión, realizó el salto, despejando cuatro avionetas y un pequeño helicóptero. [31]
El 31 de octubre de 2008, Knievel realizó con éxito dos saltos consecutivos en Nashville, Tennessee, para promocionar una pintura que brilla en la oscuridad. Knievel terminó 2008 con un salto de Nochevieja en el volcán recientemente renovado en el Hotel Mirage en Las Vegas. El truco se anunció como un salto sobre la cima del volcán Mirage; sin embargo, Knievel limitó el truco a un salto de rampa a rampa de aproximadamente 200 pies (60 metros) frente al volcán. [32] Knievel afirmó que la falsa promoción de un salto sobre el volcán fue decidida por el Mirage Hotel, que no quería derribar algunas palmeras ni afectar su servicio de estacionamiento para autos. [33] La televisión Fox en vivo especial marcó el octavo especial en vivo en la carrera de Knievel.
El último salto de Knievel se llevó a cabo el 29 de octubre de 2011 en Coachella, California, en el Spotlight 29 Casino. Knievel saltó 150 pies (46 m) sobre camiones con remolque. [34]

## Televisión
A mediados de 2005, Knievel protagonizó la serie de televisión de A&E Knievel's Wild Ride. Knievel también hizo apariciones en CHiPs y Hawaii Five-O [35] y coprotagonizó con Lee Majors un piloto de una serie que se llamaría Hollywood Stunts. [36] Knievel fue el tema de un documental de 2017, Chasing Evel: The Robbie Knievel Story. [35]

## Empresas comerciales
En 2006, Knievel abrió un nuevo negocio llamado Knievel's Custom Cycles, con sede en Lake Hopatcong, Nueva Jersey. Las empresas comerciales se llevaron a cabo a través de la empresa Knievel Motorcycle Manufacturing Inc., que vendió diferentes motocicletas personalizadas y varias prendas de vestir Knievel. [ cita requerida ]

## Vida personal y muerte
Robbie Knievel tuvo tres hijas. Murió de cáncer de páncreas en Reno, Nevada, el 13 de enero de 2023, a los 60 años. [37] [38]